# 希腊化犹太教
希腊化犹太教是古典时代一种结合了犹太教的宗教传统和希腊化文化和宗教的犹太教形式。在穆斯林的征服前，希腊化犹太教的重心位于埃及亚历山大和叙利亚的安条克，二者都建立于公元前4世纪亚历山大东征时期。希腊化犹太教也存在于第二圣殿的耶路撒冷，当时耶路撒冷存在倾向于希腊化和反对希腊化的传统教派势力。将《希伯来圣经》翻译成通用希腊语（具体为犹太通用希腊语）的七十士译本是第二圣殿时期犹太教和希腊化文化接触的主要文化成果。其他成果还包括斐洛等犹太学者的哲学和伦理学文章。希腊化犹太教在公元2世纪开始衰落。